# Пти-Ландо
Пети-Ландо (фр. Petit-Landau) — коммуна на северо-востоке Франции в регионе Гранд-Эст (бывший Эльзас — Шампань — Арденны — Лотарингия), департамент Верхний Рейн, округ Мюлуз, кантон Риксайм. До марта 2015 года коммуна административно входила в состав упразднённого кантона Ильзак (округ Мюлуз).
Площадь коммуны — 17,51 км², население — 670 человек (2006) с тенденцией к росту: 775 человек (2012), плотность населения — 44,3 чел/км².

## Население
Численность населения коммуны в 2011 году составляла 745 человек, а в 2012 году — 775 человек.
| 1962 | 1968 | 1975 | 1982 | 1990 | 1999 | 2006 | 2008 | 2010 | 2011 | 2012 |
| ---- | ---- | ---- | ---- | ---- | ---- | ---- | ---- | ---- | ---- | ---- |
| 465  | 461  | 547  | 603  | 646  | 592  | 670  | 709  | 736  | 745  | 775  |

Динамика населения:

## Экономика
В 2010 году из 487 человек трудоспособного возраста (от 15 до 64 лет) 370 были экономически активными, 117 — неактивными (показатель активности 76,0 %, в 1999 году — 69,9 %). Из 370 активных трудоспособных жителей работали 349 человек (193 мужчины и 156 женщин), 21 числились безработными (10 мужчин и 11 женщин). Среди 117 трудоспособных неактивных граждан 28 были учениками либо студентами, 48 — пенсионерами, а ещё 41 — были неактивны в силу других причин.
На протяжении 2011 года в коммуне числилось 299 облагаемых налогом домохозяйств, в которых проживало 738 человек. При этом медиана доходов составила 26921 евро на одного налогоплательщика.

## Достопримечательности (фотогалерея)

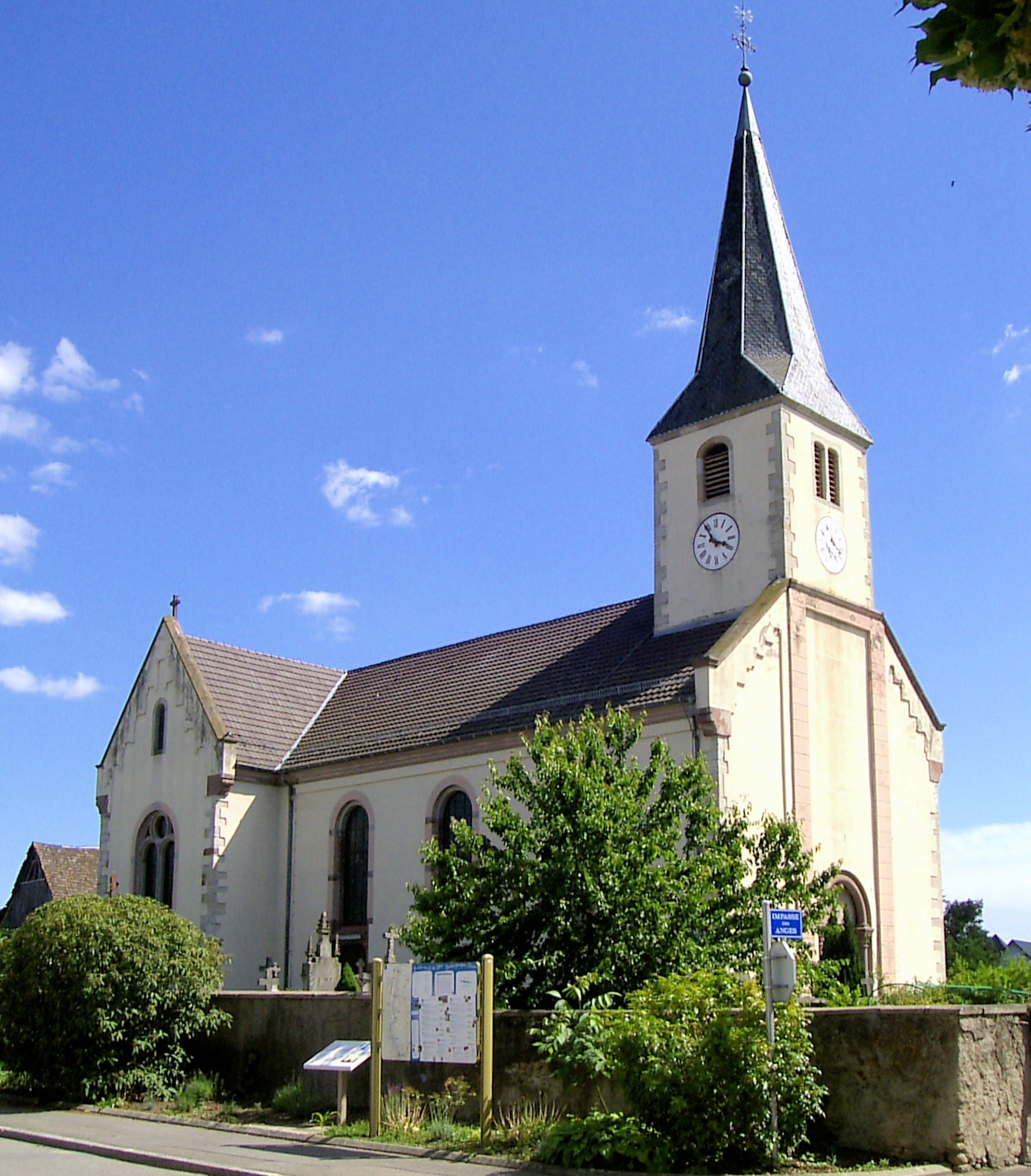
Церковь Сен-Мартен